# Danaus chrysippus
La mariposa tigre (Danaus chrysippus) es una especie de lepidóptero ditrisio de la familia Nymphalidae. Guarda parecido con otra especie del mismo género, la mariposa monarca (Danaus plexippus). Es migratoria, desde los años 80 abarcó su presencia en las costas mediterráneas de la península ibérica.

## Descripción
Tienen una envergadura de 70 a 80 mm, siendo las hembras de mayor tamaño. Con la cabeza y el tórax de color negro con puntos blancos, abdomen anaranjado igual que el anverso y el reverso de sus alas, con dos grandes manchas negras apicales con varias manchas blancas distribuidas en su extremo, costa y borde alar, mientras en las posteriores tienen los bordes externos de color negro y tres puntos negros discales.
Las larvas se alimentan de plantas de varias familias. Las más importantes son de la familia Apocynaceae (subfamilia Asclepiadoideae). También se alimentan de plantas de otras familias como Dyerophytum indicum (Plumbaginaceae), Ficus (Moraceae; vista en F. laevis, F. racemosa), Ipomoea (Convolvulaceae; vista en I. alba, I. bona-nox), Lepisanthes rubiginosa (Sapindaceae) así como en Euphorbiaceae, Malvaceae, Poaceae, Rosaceae y Scrophulariaceae.

## Distribución
Danaus chrysippus es una especie con amplia distribución en África, Australia, Asia tropical e India, aunque también está presente en la zona paleártica: Argelia, Marruecos y Egipto. Este danaino es un taxón migrador que ha colonizado el sur de Grecia, el sur de Italia, las Islas Canarias y las Azores. En la península ibérica todas sus citas están confinadas a puntos estrictamentes costeros con clima marcadamente mediterráneo, Cataluña, Levante y Andalucía. Últimamente este lepidóptero ha logrado establecerse en el centro de España, en Ontígola y en el Parque Regional del Sureste.

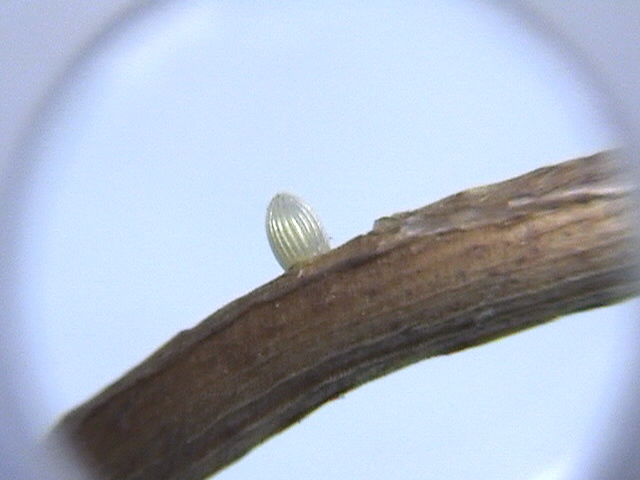
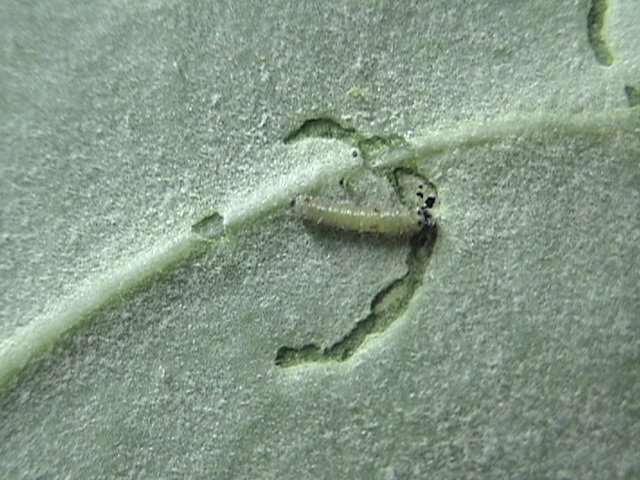
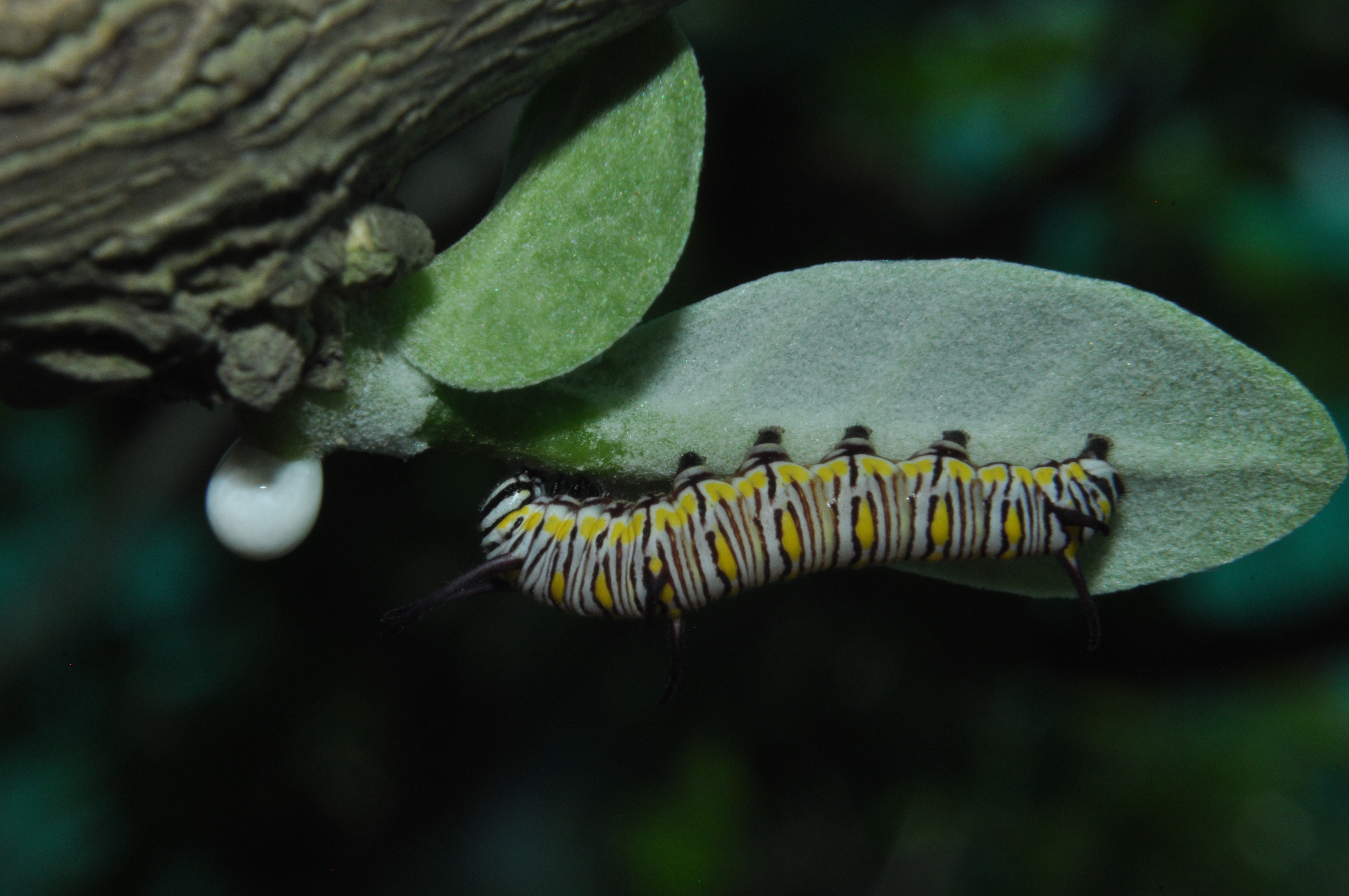
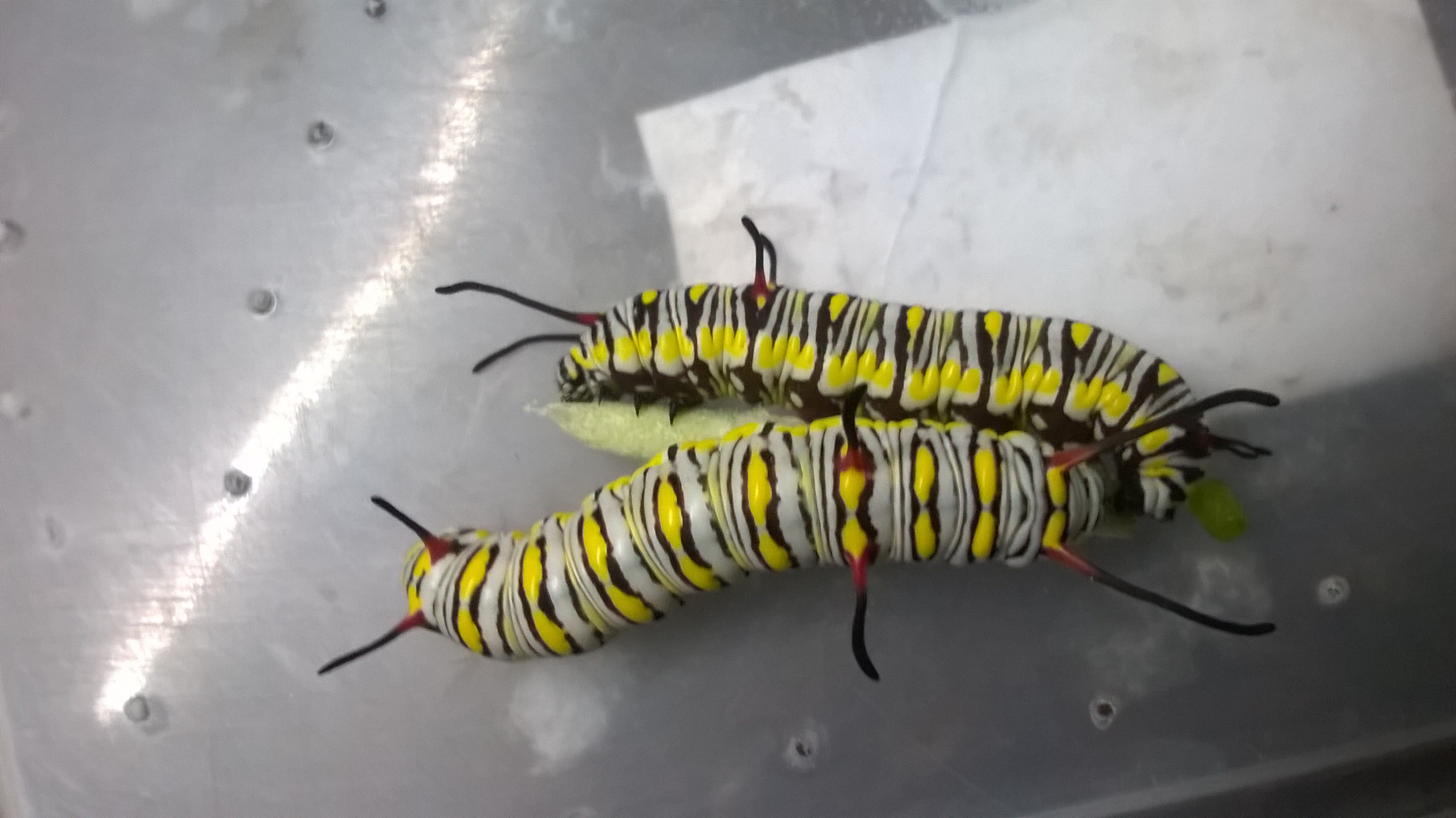
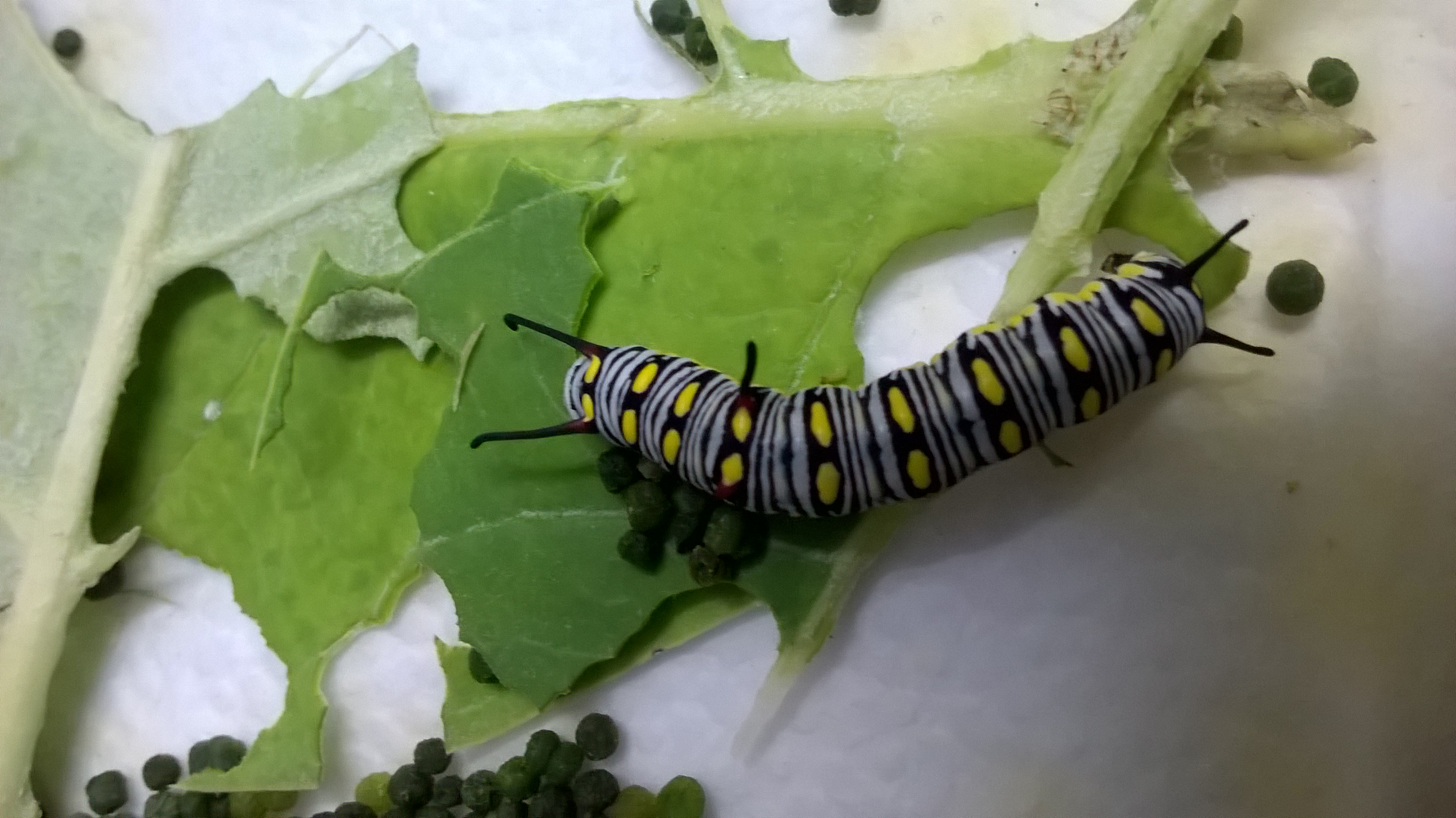
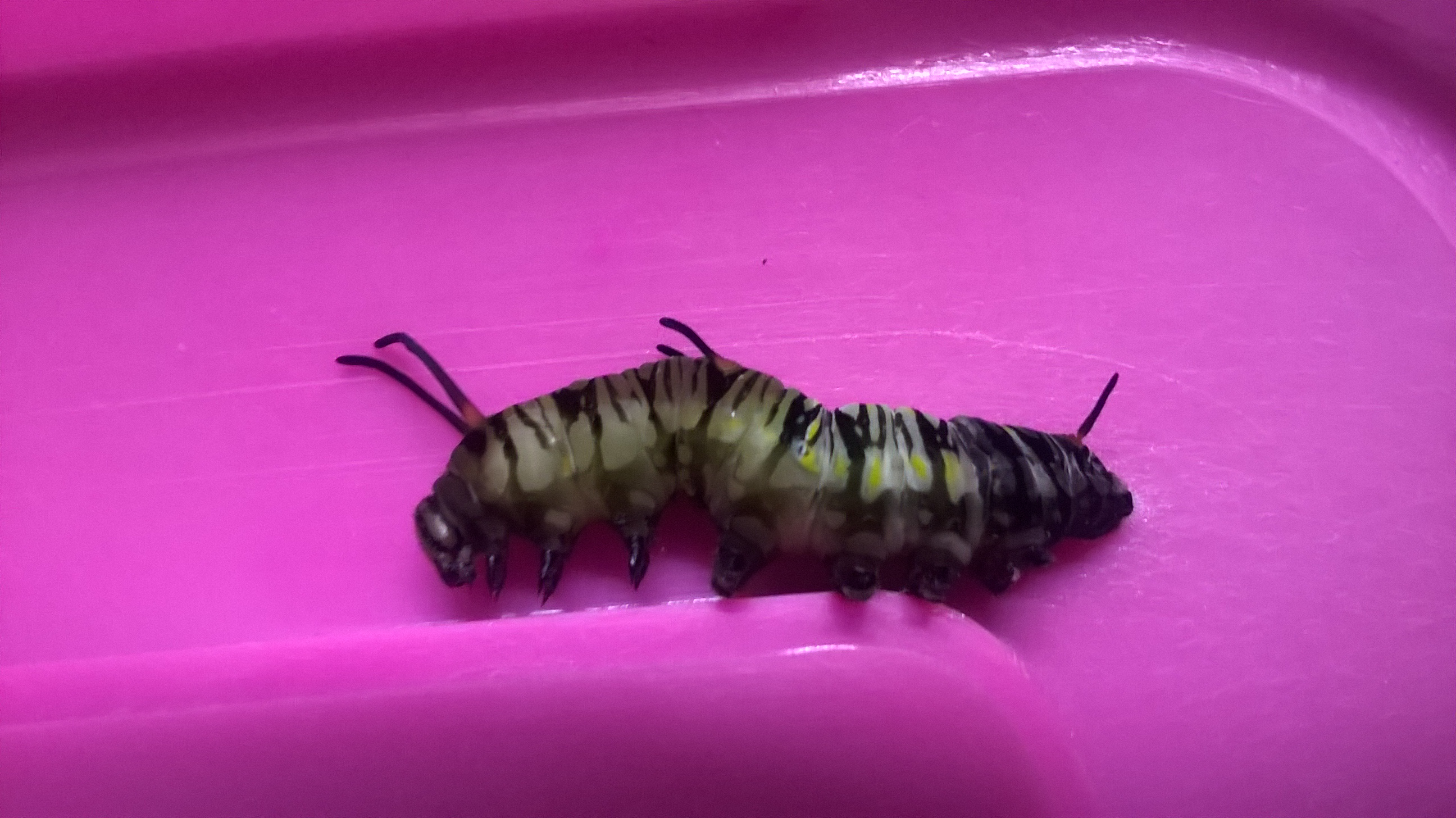
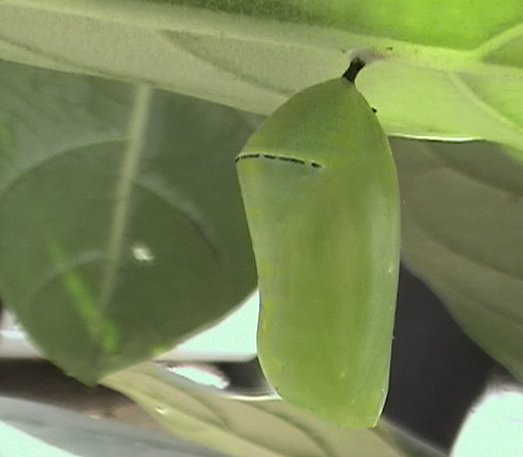